# Bataille de Boukamal (2016)
Pour les articles homonymes, voir Bataille de Boukamal.
Guerre civile syrienne
Batailles
La bataille de Boukamal a lieu les 28 et 29 juin 2016 lors de la guerre civile syrienne.

## Déroulement
Le 29 juin 2016, la Nouvelle Armée syrienne, soutenue par les États-Unis, mène une attaque contre la ville de Boukamal, située sur la frontière avec l'Irak, au bord de l'Euphrate. Boukamal est la seule ville contrôlé par l'État islamique à la frontière syrio-irakienne et sa prise permettrait de perturber les déplacements des combattants djihadistes,.
Deux autres groupes rebelles de l'Armée syrienne libre participent à l'attaque aux côtés de la NAS, la Force du Martyr Ahmed al-Abdo et Jaych Ossoud al-Charkiya,,.
Les forces de la NAS attaquent pendant la nuit, elles ont d'abord l'avantage et parviennent à s'emparer de la base aérienne d'al-Hamdan, à 5 kilomètres au nord-ouest de Boukamal. Elles sont appuyées par la coalition, dont l'état-major coordonne les opérations tandis que les forces aériennes effectuent au moins huit frappes à Boukamal et cinq à Al-Qaïm, une ville irakienne située juste de l'autre côté de la frontière. Des cellules dormantes sont activées, des combattants de la NAS sont déposés par trois hélicoptères de la coalition, d'autres auraient également été parachutées, ainsi que des forces spéciales occidentales. Cependant, les djihadistes mènent une contre-attaque et repoussent les rebelles en quelques heures,,,,,,.
Mouzahem al-Saloum, porte-parole de la NAS, reconnait que les rebelles ont dû se « replier vers le désert et la première phase de l'offensive est terminée ».
Bien entraînées et équipées, mais peu nombreuses, les forces de la NAS espéraient peut-être, selon l'universitaire Fabrice Balanche, que leur attaque provoque une insurrection des tribus du gouvernorat de Deir ez-Zor, et notamment des Al-Cheitaat, victimes de massacres après une révolte en août 2014,.

## Pertes
L'agence de presse Amaq, liée à l'État islamique, annonce le 29 juin que 40 hommes de la NAS ont été tués par les djihadistes, et 15 autres faits prisonniers. De son côté le porte-parole de la NAS, Mouzahem al-Saloum, affirme que seulement 3 rebelles ont été tués, contre 20 djihadistes. Interrogé par The Daily Beast, Khazal al-Sarhan, le commandant de la Nouvelle Armée syrienne, ne reconnaît la mort que de cinq de ses hommes et dément que les djihadistes aient fait des prisonniers. Selon l'OSDH, les rebelles ont perdu quelques dizaines d'hommes. Selon Historicoblog, la Force du Martyr Ahmed al-Abdo a perdu trois hommes.
L'OSDH indique que les djihadistes ont également décapité cinq hommes pendant les affrontements, accusés d'avoir travaillé pour le compte de la rébellion soutenue par les États-Unis.
Après les combats, l'État islamique publie une vidéo montrant ses combattants en train de parader avec des véhicules capturés sur la Nouvelle Armée syrienne, les corps de rebelles sont mutilés ou décapités.